# Aleksandr Tarasov
Aleksandr Nikolaevitj Tarasov (på ryska: Александр Николаевич Тарасов), född 8 mars 1958 i Moskva, är en rysk sociolog, statsvetare, vänsterinriktad kulturdebattör, publicist och författare. Han räknar sig till postmarxisterna, jämsides med István Mészáros och de jugoslaviska marxistfilosoferna i Praxisgruppen, vilka sedermera emigrerade till London.

## Biografi
I december 1972 till januari 1973 grundade Tarasov tillsammans med Vasilij Minorskij den underjordiska vänsterradikala sammanslutningen "Det nya kommunistpartiet", NKP (ryska: Партия новых коммунистов (ПНК)). Sommaren 1973 blev han dess informella ledare. Efter sammanslagningen med en annan underjordisk vänsterradikal grupp tog de namnet "Sovjetunionens neokommunistiska parti", SUNP (ryska: Неокоммунистическая партия Советского Союза (НКПСС)). Tarasov blev en av dess ledare. Han var dess ideolog och skrev 1974 partiprogrammet ”Neokommunismens principer” (ryska: Принципы неокоммунизма). 1975 arresterades han av KGB. Efter häktning och ett års tvångsvistelse vid ett sinnessjukhus släpptes han då SUNP:s verksamhet inte blev rättssak. Efter frisläppandet deltog Tarasov i återuppbyggnaden av SUNP och ledde sedan organisationen tills den självupplöstes i januari 1985. 
Tarasov har en akademisk examen i ekonomi från det ryska finansiella-ekonomiska institutet för distansstudier (1983) och i historia från Moskvas statliga universitet (1987). När perestrojkan inleddes började han verka som sociolog och statsvetare. Han har för övrigt varit verksam inom en rad olika yrken, bland annat som ritare, vakt vid Vagankovskijkyrkogården, maskinist, mekaniker i en panncentral, bibliotekarie, redaktör, läkarassistent, operatör vid en gaspannecentral, räkenskapsförare, ljussättare, laborant, forskningsmedarbetare, universitetslärare, konsult för det ryska utbildnings- och vetenskapsministeriet, ledarskribent vid en tidning, expert vid informations- och undersökningscentret Panorama och Moskvabyrån för mänskliga rättigheter, med mera.   
1988 grundade han ”Det oberoende arkivet” (som 1990 blev ”Det oberoende arkivet – den oberoende sociologitjänsten”). Han blev 1990 medarbetare vid centret för ny sociologi och praktiska politiska studier, ”Fenix” (ryska: Центр новой социологии и изучения практической политики (Феникс)). Senare, 2004, blev han meddirektör vid ”Fenix” och i februari 2009 blev han direktör för centret. 
1984 började Tarasov publicera sina texter under pseudonym i utländsk press och genom samizdat. Från år 1988 publicerades hans verk i oberoende press under pseudonym, och från 1990 i oberoende och officiell press i eget namn. Han är författare till 1 100 sociologipublikationer, främst om ungdomsproblem och utbildning, konfliktlösning, statsvetenskap (aktuella politiska processer, politisk radikalism i Ryssland och utlandet, samhällsrörelser), historia (historia och teori kring revolutionsrörelser och partisankrigen), kulturdebatter och ekonomi (komparativ forskning). 
Tarasov är även verksam som litteratur- och filmkritiker (aktuell litteratur och film, populärkultur, samt politik, historia och teorier kring 60- och 70-tals film). Han var den första som studerade och skrev om nazist- och skinnskallesubkulturer bland ungdomar i Ryssland. Sedan 1992 har han varit verksam som författare (prosaist och poet) och sedan 1997 som översättare (från engelska och spanska till ryska).
Den 4 november 1995 överfölls Tarasov vid sin bostad av okända personer, vilka kände till hans efternamn och slog honom medvetslös. Förövarna tog hans pass men inte den stora summa pengar han hade i fickan eller hans diktafon, eller andra ägodelar. Överfallet blev föremål för brottmålsutredning men de skyldig återfanns aldrig. 
Under 2008 fördes Tarasovs namn upp på nynazisternas lista över ”fiender som bör utrotas” och som sprids på högerextrema sajter. 
Tarasovs verk har publicerats, utöver i Ryssland, i USA, Kanada, Storbritannien, Frankrike, Tyskland, Sverige, Italien, Spanien, Grekland, Finland, Ungern, Indien, Japan, Sydkorea, Argentina, Estland, Litauen, Lettland, Kazakstan, Moldavien, Azerbajdzjan, Transnistrien och Ukraina. 
Under 2000 erhöll Tarasov en utmärkelse från tidningen Druzhba narodov, ”Folkens vänskap” (ryska: Дружба народов) och år 2001 belönades han av tidningen Yunost, "Ungdom" (ryska: Юность).
År 2001 var han med och grundade, och blev förläggare och forskningsredaktör för bokserien ”H-Hour. En modern global antiborgerlig tanke”, förlag: Gileja (på ryska: Час "Ч" - Современная мировая антибуржуазная мысль, издательство «Гилея»), och 2005 för bokserien ”Klasskamp”, förlag: Ultra.Kultura (på ryska: издательство «Ультра.Культура»), samt 2006 för bokserien ”Kompassrosrevolutionen”, förlag: Kulturrevolutionen (på ryska: роЗА РЕВОлюций, издательство «Культурная Революция»). Dessa serier omfattar huvudsakligen modern vänster- och samhällspolitisk litteratur.

## Böcker i urval
- Провокация. Версия событий 3-4 октября 1993 г. в Москве. — М.: Центр новой социологии и изучения практической политики «Феникс». 1993 (Provokation. En version av händelserna 3-4 oktober 1993 i Moskva. Moskva, Centret för ny sociologi och praktiska politiska studier: ”Fenix”).
- Правда о Югославии. — Пермь: ОПОР. 1993 (Sanningen om Jugoslavien. Perm, OPOR. (medförfattare)).
- Провокация. Версия событий 3-4 октября 1993 г. в Москве. — Постскриптум из 1994-го. — М.: Центр новой социологии и изучения практической политики «Феникс». 1994 (Provokation. En version av händelserna 3-4 oktober 1993 i Moskva. Postskriptum från 1994. Moskva, Centret för ny sociologi och praktiska politiska studier: ”Fenix”).
- Политический экстремизм в России. — М.: Информационно-экспертная группа «Панорама». 1996 (Politisk extremism i Ryssland. Moskva, Informationexpertgruppen ”Panorama”. (medförfattare)).
- Политический экстремизм в России. — М.: Институт экспериментальной социологии. 1996 (Politisk extremism i Ryssland. Moskva, Institutet för experimentell sociologi). ISBN 5-87637-043-6
- Левые в России: от умеренных до экстремистов. — М.: Институт экспериментальной социологии. 1997 (Vänstern i Ryssland: från moderata till extremister. Institutet för experimentell sociologi (medförfattare)). ISBN 5-87637-006-1
- Очень своевременная повесть. Феминистка как стриптизёрша: культурологический анализ. — М.: Издательство Академии Искусства и Науки XXI века «Норма». 1999 (En särdeles läglig berättelse. Feminist som strippa: kulturologisk analys. Moskva, förlaget Norma). ISBN 5-85302-194-X
- Революция не всерьёз. Штудии по теории и истории квазиреволюционных движений. — Екатеринбург: Ультра.Культура. 2005 (Revolution som inte är på allvar. Studier av teorier och historien av kvasirevolutionära rörelser. Jekaterinburg: Ultura.Kultura). ISBN 5-9681-0067-2
- Страна Икс. — М.: АСТ; Адаптек, 2006 (Landet X. Moskva, AST. Adaptek). ISBN 5-17-032525-8; andra utgåvan: 2007. ISBN 5-17-040213-9